# 種村
種村（たねむら）は、島根県美濃郡にあった村。現在の益田市の一部にあたる。

## 地理
沖田川の水源の地域に位置していた。

## 歴史
- 1889年（明治22年）4月1日、町村制の施行により、美濃郡下種村、種村が合併して村制施行し、種村が発足[1][2]。
- 1955年（昭和30年）3月25日 - 益田市に編入され廃止[1][2]。

### 地名の由来
上種村の条に天下大神から稲実を与えられたことによる。

## 産業
- 養蚕、製紙、木炭[1]。

## 交通

### 道路
- 1903年（明治36年）- 那賀郡湊道路開通[1]

## 教育
- 1947年（昭和22年）- 種中学校開校[1]
- 1951年（昭和26年）- 公民館開設[1]